# David Malcolm
David Kingsley Malcolm, né le 6 mai 1938 à Bunbury en Australie-Occidentale en Australie et décédé le 20 octobre 2014 à Perth en Australie-Occidentale, était un juge australien. Il a été juge en chef de l'Australie-Occidentale de mai 1988 à février 2006. Il a également été un juge expatrié de la Cour suprême des Fidji.

## Annexe